# Brachygastra lecheguana
Brachygastra lecheguana är en getingart som först beskrevs av Pierre André Latreille 1824.  Brachygastra lecheguana ingår i släktet Brachygastra och familjen getingar. Inga underarter finns listade.